# Quatuor Mosaïques
Das Quatuor Mosaïques ist ein Streichquartettensemble, das 1985 aus dem 1983 gegründeten Ensemble Mosaïques, das von Stimmführern des Concentus Musicus Wien gegründet wurde, hervorging. Es widmet sich der historischen Aufführungspraxis auf Originalinstrumenten. Ein Schwerpunkt sind dabei neben der klassischen Quartettliteratur insbesondere der Wiener Klassik auch Wiederentdeckungen von unbekannten Meisterwerken aus Klassik und früher Romantik (z. B. von Louis-Emmanuel Jadin und Luigi Boccherini).
Das Quartett erhielt zahlreiche Schallplattenpreise, unter anderem den Gramophone Award für die Einspielungen von Quartetten von Haydn (1993 und 1996).
Mitglieder:
- Erich Höbarth – Violine
- Andrea Bischof – Violine
- Anita Mitterer – Viola
- Christophe Coin – Violoncello